# Trachys fragariae
Trachys fragariae är en skalbaggsart som beskrevs av Brisout de Barneville 1874. Trachys fragariae ingår i släktet Trachys, och familjen praktbaggar. Arten har ej påträffats i Sverige.